# Liste der Nummer-eins-Hits in Kanada (1982)
Diese Liste enthält alle Nummer-eins-Hits in Kanada im Jahr 1982. Es gab in diesem Jahr 17 Nummer-eins-Singles.
| Singles |
| --- |
| - Olivia Newton-John – Physical - 6 Wochen (19. Dezember 1981 – 29. Januar 1982) - J. Geils Band – Centerfold - 4 Wochen (30. Januar – 26. Februar) - Soft Cell – Tainted Love - 3 Wochen (27. Februar – 19. März) - Joan Jett and the Blackhearts – I Love Rock ’n’ Roll - 8 Wochen (20. März – 14. Mai) - Paul McCartney and Stevie Wonder – Ebony and Ivory - 5 Wochen (22. Mai – 26. Juni) - Survivor – Eye of the Tiger - 6 Wochen (31. Juli – 10. September) - Chicago – Hard to Say I’m Sorry - 1 Woche (11. September – 17. September) - John Cougar – Jack & Diane - 2 Wochen (18. September – 1. Oktober) - The Alan Parsons Project – Eye in the Sky - 1 Woche (2. Oktober – 8. Oktober) - Rush – New World Man - 2 Wochen (9. Oktober – 22. Oktober) - Men at Work – Down Under - 3 Wochen (23. Oktober – 12. November) - ABC – The Look of Love - 1 Woche (13. November – 19. November) - Laura Branigan – Gloria - 1 Woche (20. November – 26. November) - Joe Cocker und Jennifer Warnes – Up Where We Belong - 2 Wochen (27. November – 10. Dezember) - Don Henley – Dirty Laundry - 1 Woche (11. Dezember – 17. Dezember) - Lionel Richie – Truly - 1 Woche (18. Dezember – 24. Dezember) - Toni Basil – Mickey - 4 Wochen (25. Dezember 1982 – 21. Januar 1983) |